# Míster Gay Reino Unido

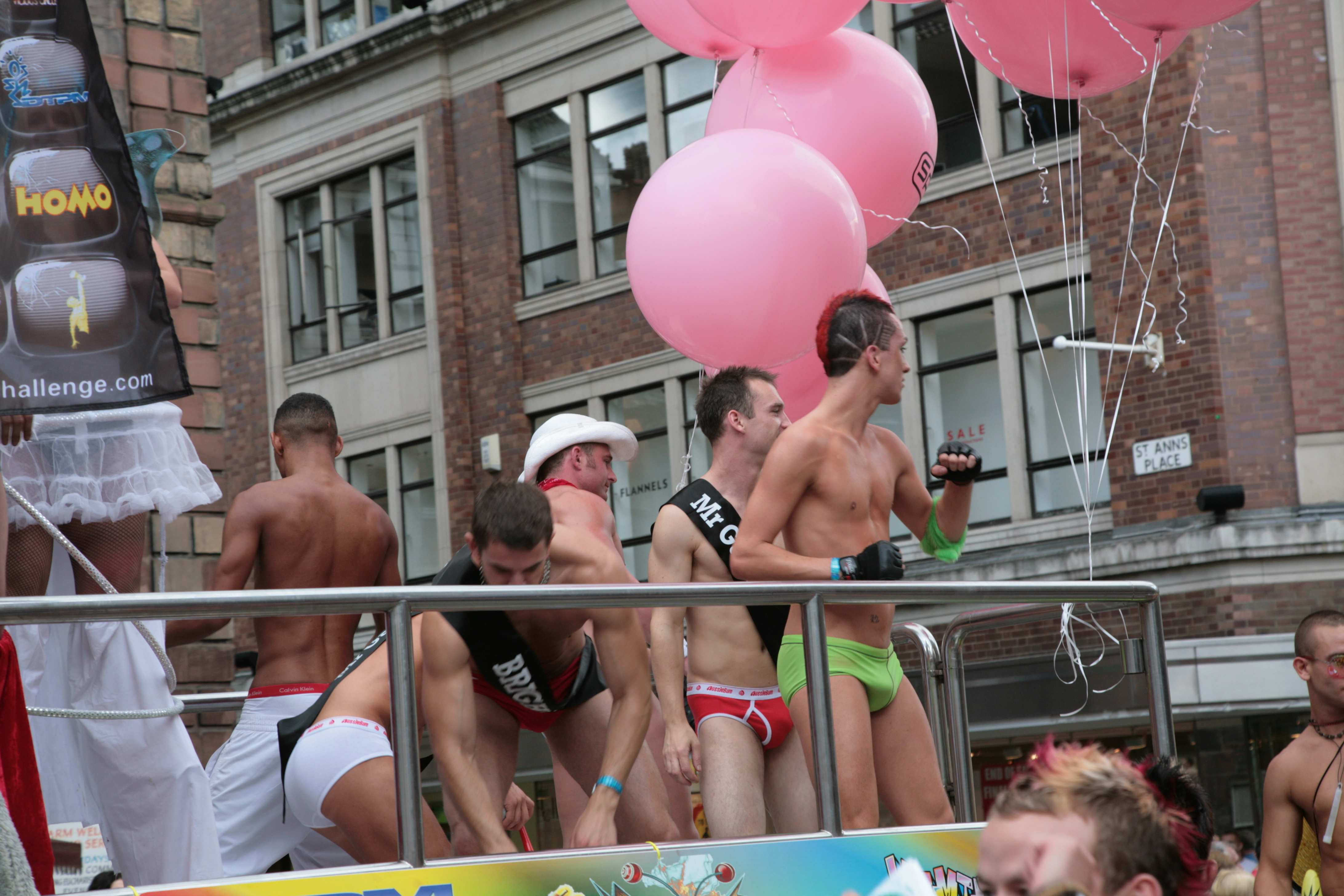
Concursantes Mr. Gay UK durante la Marcha de Orgullo Gay en Mánchester 2006.

Míster Gay Reino Unido (en inglés Mr. Gay UK) es el concurso de belleza masculino para homosexuales más importante del Reino Unido, es promovido y de propiedad del empresario británico y filántropo Terry George. Por lo general es celebrado en clubes nocturnos gay de todo el país.

## Inicios
El concurso se originó en 1982 bajo el nombre de "Mister Hardware" (nombre de un perfume), destinado a promover una empresa de venta por correspondencia de productos para homosexuales. El certamen fue filmado por la BBC para el documental "Something For the Ladies".
Luego de dos años, en 1984 toma el nombre de Mister Gay UK.
El evento fue transmitido para la televisión en 1993 en programas del Canal 4 de Inglaterra y en 1995 fue emitido el evento en si en el Canal Five del mismo país.

## Ganadores
| Año  | Ganador          | Ciudad de origen      | Profesión                                   | Lugar de premiación              |
| ---- | ---------------- | --------------------- | ------------------------------------------- | -------------------------------- |
| 1993 | Anthony Morley   | Leeds                 |                                             | Body Heat @ The Ritzy, Doncaster |
| 1994 | David Jackson    | Mánchester            |                                             | Cruz 101, Manchester             |
| 1995 | Lance Trimble    | Birmingham            |                                             | Subway City, Birmingham          |
| 1996 | Roy Fairhurst    | Leeds                 |                                             | Primos II, Leeds                 |
| 1997 | Sean McVeigh     | Manchester            |                                             | Cruz 101, Manchester             |
| 1998 | Ben Harris       | Londres               | Constructor                                 |                                  |
| 1999 | Mark Ledsham     | Preston               |                                             | Escape, Liverpool                |
| 2000 | Harry French     | Glasgow               | Salvavidas                                  | Bennets, Glasgow                 |
| 2001 | Carl Austin      | Manchester            |                                             | Cruz 101, Manchester             |
| 2002 | Rob Conn         | Bristol               | Administrador en Tecnologías de Información | Queens Shilling, Bristol         |
| 2003 | Jarrod Batchelor | Newport               |                                             |                                  |
| 2004 | Mark Roberts     |                       |                                             | Wolverhampton                    |
| 2005 | Richard Carr     |                       | Gerente de Supermercado                     | Nightingale, Birmingham          |
| 2006 | Mark Carter      | Bradford              | Policía                                     | Birmingham                       |
| 2007 | Daniel Broughton | Blackpool             |                                             | Flamingo, Blackpool              |
| 2008 | Dino Gamecho     | Cardiff               | Estudiante, Actor y Modelo                  | Pulse Bar, Cardiff               |
| 2010 |                  |                       |                                             |                                  |
| 2011 | Lee Donnelly     | Sutton-in-Ashfield    | Vendedor de coches                          |                                  |
| 2012 | Rishi Bajaj      | Swadlincote and Derby | Mánager de equipo                           | Mission, Leeds                   |
| 2013 | Stuart Hatton    | South Shields         | Profesor de baile                           |                                  |

1. ↑  
Kelly, Tom (1 de octrubre de 2006). «PC strips off uniform to become Mr Gay UK». The Daily Mail. Consultado el 5 de febrero de 2008.
2. ↑  «Mr Gay UK 2013». Consultado el 5 de enero de 2014.